# Guy Patin
Guy Patin (La Place, perto de Hodenc-en-Bray, 31 de Agosto de 1601 — Paris, 30 de Agosto de 1672) foi médico, cirurgião e literato francês. Sua educação começou durante a sua infância, quando seu pai o obrigou a ler "Vidas Paralelas" de Plutarco. Estudou no Colégio de Beauvais, em Paris, seguido de Filosofia no Colégio de Boncourt. Brigou com sua família por não querer seguir a carreira eclesiástica.
Dedicou-se ao estudo de Medicina e por falta de recursos financeiros tornou-se revisor de tipografia. Em 1627 recebe seu diploma de Doutor em Medicina. Foi reitor da Faculdade de Medicina de Paris (1650-1652) e em 1655. sucede Jean Riolan, o Jovem como professor do Colégio Real de França. Seus trabalhos científicos e médicos não são considerados esclarecedores pelos eruditos médicos da atualidade. Foi comparado aos médicos da obras de Molière: latinistas obscurantistas e adeptos da sangria, além de serem avessos ao progresso de sua arte.
No entanto, ele é muito divulgado hoje por sua extensa correspondência: seu estilo é leve e divertido e suas cartas são documentos importantes para os historiadores da medicina. Patin e seu filho Charles (1633-1693) foram também negociantes de livros clandestinos, tendo Patin escrito poesias ocasionalmente, tal como uma quadra para homenagear Henric Piccard (1626-1712).

## Obras
- Naudaeana et Patiniana, ou, Singularitez Remarquables, Paris 1701 (Editor Jean-Aymar Piganiol), Amsterdam 1703 (Prefácio de Pierre Bayle) (Diálogo entre Patin e seu amigo Gabriel Naudé)
- L’esprit de Guy Patin, extraído de seus diálogos, Amsterdam 1709 e 1713
- Lettres choisies de feu M. Guy Patin, Paris 1685 e 1688
- Lettres choisies de feu M. Guy Patin, Paris, 2 volumes, 1692, Haia: Van Bulderen, 3 volumes, 1707-1725
- Nouvelles lettres de feu M. Gui Patin, tirées du cabinet de Mr. Charles Spon, 2 volumes, Amsterdam 1718
- Lettres du temps de la Fronde, Paris 1921
- Antoine Adam (Editor): Les libertins au XVIIe siècle, Paris 1964
- Jacques Prévot (Editor): Libertins du XVIIe siècle, Gallimard, 2 volumes, 1998